# Jorge Arrate
Jorge Félix Arrate Mac-Niven (født 31. maj 1941) er en chilensk advokat, økonom, skribent og politiker. Han var regeringsmedlem under præsident Patricio Aylwin og Eduardo Frei. Han opstillede selv som kandidat for Partido Comunista de Chile og alliancen Juntos Podemos Más ved præsidentvalget den 13. december 2009. Han fik 6,2 % af stemmerne og blev slået ud i første valgrunde.